# Río Caucayá
Río Caucayá är ett vattendrag i Colombia.   Det ligger i departementet Putumayo, i den södra delen av landet, 500 km söder om huvudstaden Bogotá.